# Sábados de la fortuna
Sábados de la fortuna é um programa que foi produzido pela Televisión Independiente de México, em 1966, que continha variedades temáticas, tais como atos de magia, concursos e bailes. O talk show foi produzido por Sérgio Pena e era protagonizado por María Antonieta de las Nieves, Roberto Gómez Bolaños e Neftali Lopez, com direção-geral de Enrique Segoviano.

## Episódios
| 1       | El Klan               | O Klan                  |  |
| Resumo: |                       |                         |  |
| 2       | Chespirito Censor     | A censura de Chespirito |  |
| Resumo: |                       |                         |  |
| 3       | El Directómano        | O Directómano           |  |
| Resumo: |                       |                         |  |
| 4       | Chespirito campeón    | Chespirito campeão      |  |
| Resumo: |                       |                         |  |
| 5       | El misterio           | O mistério              |  |
| Resumo: |                       |                         |  |
| 6       | Adiós al trabajo      | Adeus ao trabalho       |  |
| Resumo: |                       |                         |  |
| 7       | El torero             | O toureiro              |  |
| Resumo: |                       |                         |  |
| 8       | Periodistas e cómicos | Jornalistas e cômicos   |  |
| Resumo: |                       |                         |  |
| 9       | La chachada           | A chachada              |  |
| Resumo: |                       |                         |  |
| 10      | La abuelita           | A vovozinha             |  |
| Resumo: |                       |                         |  |
| 11      | Karate cara a cara    | Caratê cara a cara      |  |
| Resumo: |                       |                         |  |